# Silke Köberlein
Silke Köberlein (* 1969) ist eine deutsche Kauffrau. 
2016 trat Köberlein als Händlerin in vier Episoden der sechsten Staffel der ZDF-Fernsehsendereihe Bares für Rares auf. Die Juwelierin hatte 2017 einen Auftritt in der englischsprachigen Sendung Meet the Germans der Deutschen Welle, in der sie zu deutschen Trauringtraditionen befragt wurde.